# Santiago Mina
Santiago "Santi" Mina Lorenzo (ur. 7 grudnia 1995 w Vigo) – hiszpański piłkarz występujący na pozycji napastnika w hiszpańskim klubie Celta Vigo.

## Kariera klubowa

### Początki kariery
Urodzony w Vigo, w Galicji, Mina grał w piłkę nożną w młodzieżowej drużynie Celty de Vigo, a debiutował w rezerwach w sezonie 2012-13 w Tercera División. W dniu 5 stycznia podpisał profesjonalną umowę z klubem, obowiązującą do 2018 roku.
Mina zadebiutował w pierwszym składzie w La Liga 16 lutego 2013 roku, zastępując Iago Aspasa w 66 minucie meczu przeciwko Getafe CF. Pierwszego gola zdobył 16 września w przegranym 2-3 starciu z Athleticiem Bilbao; w wieku zaledwie 17 lat, 9 miesięcy i 10 dni, został najmłodszym strzelcem zespołu w La Lidze.
11 kwietnia 2015 roku Mina zdobył cztery gole w domowym meczu przeciwko Rayo Vallecano, stając się najmłodszym graczem, który kiedykolwiek dokonał takiej sztuki w hiszpańskiej lidze i pierwszym w barwach Celty od 1979 roku.

### Valencia
W dniu 4 lipca 2015 roku Mina przeniósł się do Valencii CF, podpisując sześcioletni kontrakt o opłacie w wysokości 10 milionów euro. Swojego pierwszego gola zdobył dla klubu 5 grudnia w starciu z FC Barceloną.
18 lutego 2016 roku Mina zagrał tylko w pierwszych 45 minutach i strzelił trzy gole w meczu Ligi Europejskiej UEFA przeciwko drużynie SK Rapid Wien.

### Powrót do Celty Vigo
14 lipca 2019 roku Mina za darmo ponownie trafił do Celty Vigo, podpisując pięcioletni kontrakt. W sierpniu 2022 został wypożyczony do saudyjskiego klubu Al-Szabab, gdzie grał do 30 czerwca 2023.

## Życie prywatne
W grudniu 2019 został oskarżony o dokonanie napaści seksualnej na kobietę w czerwcu 2017 roku w Mojácar. Proces Miny i jego kolegi z drużyny, Davida Goldara, rozpoczął się w marcu 2022, a 4 maja 2022 Santiago Mina został skazany na 4 lata więzienia oraz 50000 euro odszkodowania. Po wyroku skazującym, zawodnik został odsunięty od drużyny Celty Vigo przez prezesa klubu, następnie jednak ponownie trenował z drużyną oczekując na proces odwoławczy.
19 lipca 2023 zapadł prawomocny wyrok, utrzymujący karę czteroletniego więzienia dla Santiago Miny oraz zmniejszający wysokość odszkodowania do 25000 euro.